# Richnava
Richnava (in ungherese Rihnó, in tedesco Richenau) è un comune della Slovacchia facente parte del distretto di Gelnica, nella regione di Košice.